# Classes populaires

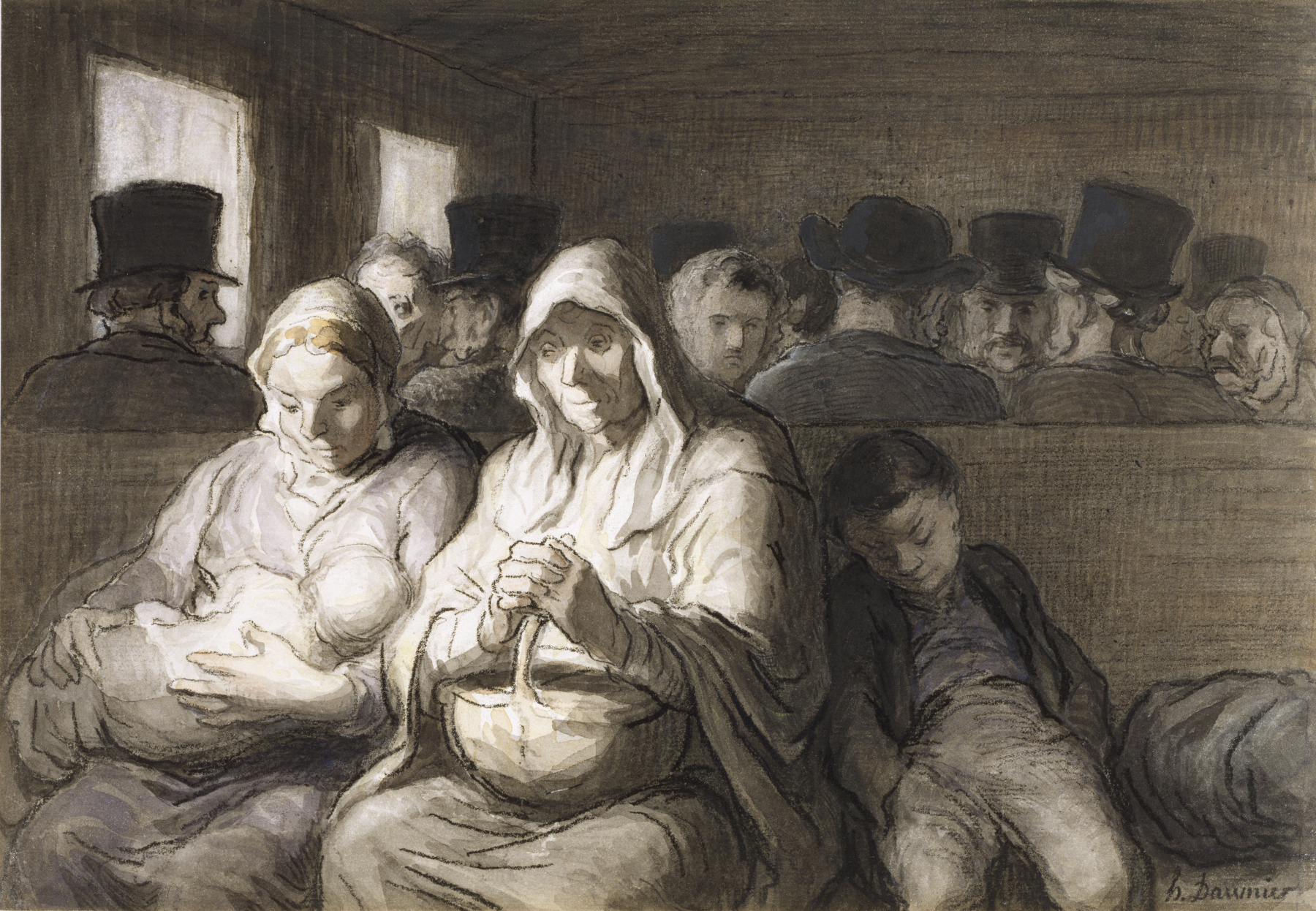
Le Wagon de troisième classe d'Honoré Daumier, peint en 1864.

Les classes populaires (ou la classe populaire) sont une classe sociale dont les individus n'appartiennent ni à la classe moyenne ni à la classe dirigeante du fait d'un niveau de richesse individuelle inférieur à celui de ces dernières. La notion regroupe habituellement la classe ouvrière et les personnes en situation d'exclusion sociale. Ce terme émane de la sociologie au XXe siècle.
Contrairement au prolétariat, qui dans la théorie marxiste rassemble en une classe les travailleurs salariés qui ne possèdent pas les moyens de production, on parle en sociologie des classes populaires de façon descriptive et empirique ; en prenant compte autant des inégalités économiques que juridiques, politiques, ethniques, religieuses et sexuelles.

## Définitions
Les termes "classes populaires" peuvent renvoyer à différents éléments selon les auteurs et disciplines. Correspondant à une certaine vision de la stratification sociale, l'expression renvoie souvent en sociologie aux groupes les plus démunis économiquement, mais aussi culturellement. Le sociologue Olivier Schwartz met ainsi en avant deux éléments primordiaux dans sa définition des classes populaires :
- Des propriétés de position sociale : assujettissement économique, subordination dans la division du travail ainsi que dans les rapports politiques et sociaux.
- Des propriétés qu'il appelle "culturologiques". Il ne s'agit pas uniquement d'une distance aux objets culturels légitimes, mais aussi de l'existence de ce que Schwartz nomme des "formes de séparation culturelle".

Au niveau statistique, les classes populaires n'ont pas de définition fixe. L'appellation a parfois été utilisée par l'INSEE pour désigner deux catégories de la nomenclature des Professions et catégories socioprofessionnelles (PCS) : les ouvriers et employés.

## Critiques de la notion
De nombreuses critiques parcourent les sciences sociales vis-à-vis de cette notion. En sociologie, certains auteurs critiquent la vision discontinuiste de la société que cette notion sous-tend. En effet, pour supporter une existence objective des classes sociales, il serait nécessaire de démontrer de véritables frontières (et non uniquement de différences) entre les groupes sociaux (souvent selon le schéma ternaire classique des classes populaires/moyennes/supérieures), ce qui selon ces critiques n'est pas réalisé systématiquement. De la même manière, la notion est souvent critiquée car accordant une trop grande cohérence interne à ces groupes ; groupes qui apparaissent fragmentés par divers processus selon les théories mobilisées : moyennisation et exclusion, ou encore l'individualisation des rapports sociaux.
Face à ces critiques, les sociologues utilisant cette notion unificatrice la défendent comme un "outil" de compréhension de la société, sans pour autant penser que cette discontinuité s'applique strictement, ainsi que comme un moyen de mieux penser les rapports de domination entre groupes sociaux. Ils et elles peuvent souligner les lignes de clivage existantes au sein de ces groupes (ségrégation socio-spatiale, appartenances ethno-raciales, etc.), l'utilisation des termes "classes populaires" (au pluriel notamment) permettant donc de penser les recoupements entre divers groupes dominés.

## Évolution du peuplement des villes
La mésestime de la classe moyenne montante pour son extraction d'origine a relégué les couches populaires aux périphéries des villes par une domination immobilière, et les quartiers des métropoles ont fait l'objet de rénovations radicales dont la portée évoqua les travaux d'Haussmann dans un autre siècle à Paris pour les faire disparaître[Qui ?].
Dans certaines villes cependant, le phénomène de développement des maisons individuelles dans les zones périphériques n'ont pas affecté les centres-villes, qui ont conservé leurs habitants pendant que les autres s'installaient dans les agglomérations limitrophes ; c'est le cas par exemple du centre-ville de Saint-Étienne, Loire, France.